# Estación Corralejo
Estación Corralejo är en ort i Mexiko.   Den ligger i kommunen Pénjamo och delstaten Guanajuato, i den centrala delen av landet, 280 km väster om huvudstaden Mexico City. Estación Corralejo ligger 1 694 meter över havet och antalet invånare är 1 008.
Terrängen runt Estación Corralejo är platt åt sydost, men åt nordväst är den kuperad. Runt Estación Corralejo är det ganska tätbefolkat, med 116 invånare per kvadratkilometer. Närmaste större samhälle är Abasolo, 9,2 km öster om Estación Corralejo. Trakten runt Estación Corralejo består till största delen av jordbruksmark.